# エレビッツ カイとゼロの不思議な旅
『エレビッツ カイとゼロの不思議な旅』（エレビッツ カイとゼロのふしぎなたび）は、コナミから2008年12月11日に発売されたニンテンドーDS用のアクションゲームである。Wii用ソフト『Elebits』の続編にあたる。
ゲーム中、特定のシーンにはアニメーションムービーが挿入される。

## ゲームシステム
今作では異世界に飛ばされたカイが元の世界に戻るために、複数ある並列世界「ワールド」を巡って別の世界への地図を入手していくシステムである。
W（ワット）
エレビッツを捕まえると溜まる電力。仕掛けへの電力供給や、オメガの成長や能力の使用のために消費される。
ピンクエレビッツ
各ワールドに3匹だけ存在するエレビッツ。3匹捕まえるとそのワールド内に耐久力増強パーツが1個出現する。

## 登場人物
カイ
声：仙台エリ
小学四年生で主人公の少年。エレビッツ嫌いは克服したようだ。今作では異世界に迷い込んでしまう。
ゼロ
前作のラスボス。現在はカイのパートナーとなっている。雪の女王の力で、聖なる力に目覚める。
G.G
エド博士の発明した空間移動用バスで言葉をしゃべる。性格は悪い。本作のセーブポイントでもある。
レオ
ブラックエレビッツを操る謎の少年。カイに会うたびオメガを置いて行かせようとしている。
ピッケル団
王国の採掘場で活動する少年5人のグループ。雪の女王の双子が仮メンバーとして存在する。リゾートの島の地図を持っている。
アルパカ
リゾートの島にある村に住む少女。村の人と同じく船の人を嫌っている。
エド
カイのお父さん。エレビッツが大好きでエレビッツの研究をしている。アナと一緒にグラビティガンを作り出した。
アナ
カイのお母さん。エドと一緒にエレビッツの研究をしている。カイと一緒に居ることが出来ない事をいつも気にしている。
雪の女王
雪と氷の世界の城に住んでいる。人間が嫌い。双子がいなくなったことで力が弱まっている。

## アイテム
グラビティガン
カイの武器。エレビッツをしびれさせることができる。
地図
新しいワールドに移動するために必要。世界地図は行ったことのあるすべての世界へ移動することが出来る。

## キーワード
オメガエレビッツ
エレビッツの中でも特に力が強いエレビッツ。通称『オメガ』。ゼロもオメガに分類される。オメガは必ず何か特殊能力を持っており、ほとんどのオメガにはノーマルとマスターの2形態が存在する。
並列世界（ワールド）
いわゆるパラレルワールド。本作には多数の並列世界があり、地図を使うことで別の世界に移動できる。

## ステージ
- W1 エレビッツの森
- W2 エレビッツ採掘場
- W3 リゾートの島
- W4 雪と氷の世界
- W5 荒れ果てた世界
- W6 海底神殿
- W7 リーブラ・オブ・クリスタル